# Playa Gótica
 (août 2018).
Playa Gótica est un groupe chilien de pop indépendante, originaire de Santiago. Il est actuellement composé de Fanny León, Andrés Ugarte, Carlos Fariña, et Cristóbal Loader. Le style musical du groupe varie grandement allant du disco/funk, au J-pop, à la pop, au punk hardcore, du post-punk, la new wave des années 1980, la dream pop et le rock alternatif des années 1990.

## Histoire

### Débuts (2014–2016)
Playa Gótica commence à la fin de l'année 2014, lorsque Fanny León est invitée à chanter dans un groupe de rock instrumental appelé La Obra, qui sera dissous pour se regrouper immédiatement sous le nom de Playa Gótica. 
Chaque membre faisait partie de projets antérieurs. Fanny Leon faisait partie d'un groupe de pop punk appelé Napalm y Los Matemáticos avec lequel elle rencontrera le reste des membres de Playa Gótica lors d'une de concerts. Cristóbal Loader faisait partie de plusieurs groupes de punk hardcore et crust punk (Altercado, Costa Rica, Disputa) et d'autres styles de musique plus expérimentale (B612, Hombre Hambre). En 2010, il devient membre de soutien pour Dënver, au sein duquel il joue de la basse. Carlos Fariña (Paranoia, Hank) était déjà en duo de pop avec Fanny, dans un groupe appelé Isla Negra. Pipa, pour sa part, appartenait à divers groupes liés au punk (Sin Perdon, Sin Apoyo, Aconsecuencia, Hogvera) et est membre du groupe Intimate Stranger, et joue actuellement avec les groupes de punk hardcore Piromanos del Ritmo et Maifersoni.
Après la création du groupe, ils décident de sortir leur premier single en 2014, intitulé Reptil no gentil, coproduit par Milton Mahan, membre du groupe Dënver, au label Umami Discos. Ils publient également le single Fuego, pour lequel le clip est réalisé par Bernardo Quesney, en 2015, et Extraños visitantes en 2016.

### Amigurumi(depuis 2017)
Le 4 juin 2017, le groupe sort numériquement son premier album, Amigurumi,,, entièrement produit par Milton Mahan et Playa Gótica, Pablo Muñoz en tant qu'ingénieur, Gonzalo Chalo Gonzalez au mastering, et Milton Mahan lui-même au mixage avec Fernando Herrera. L'album est enregistré dans sa quasi-totalité à la fin de 2016, et produit en 2017 aux studios Pulsar, avec la participation de Gonzalo Gocha Gutierrez (Leidan, diAblo) à la batterie, qui révélera son départ du groupe juste un mois avant l'enregistrement de l'album. Au cours de ce mois, il est immédiatement remplacé par Andrés Pipa Ugarte, qui réussit à enregistrer deux morceaux sur l'album (Boy George et Pigman).
Le 27 décembre 2017, l'album se classe parmi les dix meilleurs albums latino-américains selon le magazine américain Rolling Stone.

## Membres

### Membres actuels
- Fanny León — chant, synthétiseur (depuis 2014)
- Cristóbal Loader — basse (depuis 2014)
- Carlos Fariña — guitare solo, synthétiseur (depuis 2014)
- Andrés « Pipa » Ugarte - batterie (depuis 2016)

### Anciens membres
- Gonzalo « Gocha » Gutierrez - batterie (2014-2016)

## Discographie

### Album studio
- 2017 : Amigurumi

### EP
- 2016 : Banana Split (split vinyle 7" avec Dënver) (50 copias numérisées)

### Singles
- 2014 : Reptil no gentil
- 2015 : Fuego
- 2016 : Extraños visitantes
- 2017 : Pigman (Aburrida en la tienda)